# 爱人

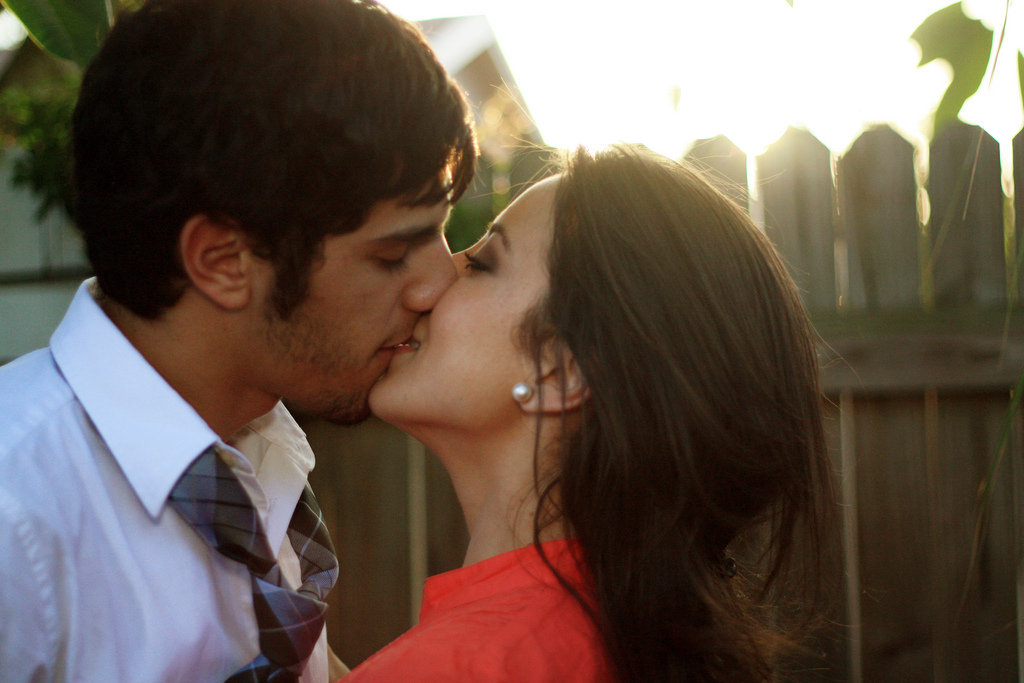
一對異性戀的情侶

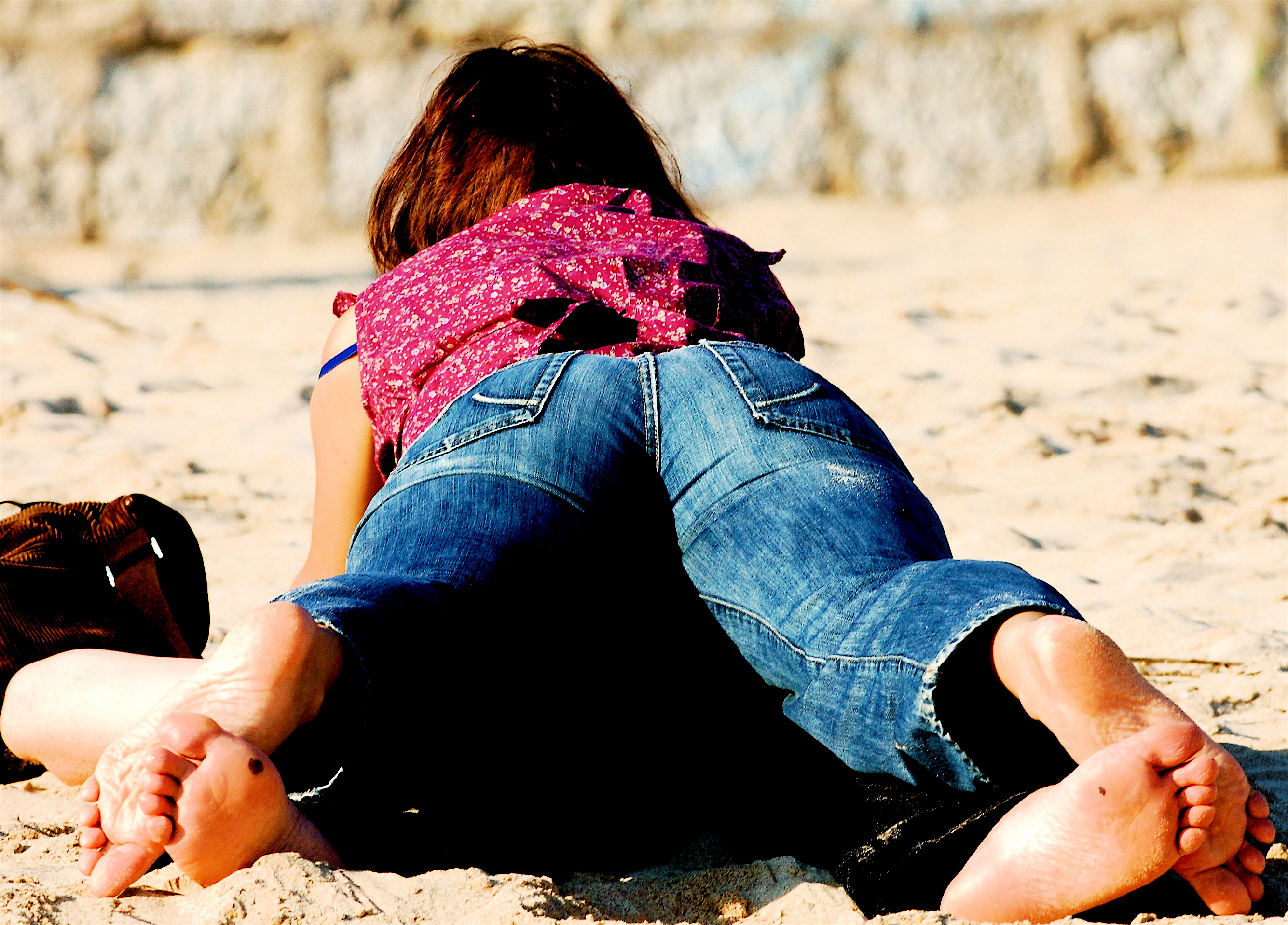
一對在沙灘上熱戀的情侶

爱人、愛侶、情侶、情人、恋人指彼此愛戀的人，其中情侶、情人、恋人常稱謂戀愛中的伴侶。愛人在中国大陆通常用於称呼配偶，曾專用於稱呼配偶，在其他地方則較寬汎。

## 起源
「爱人」一詞最早见于1910年代开始的新文化运动文学作品之中，如郭沫若写的诗剧《湘累》中有「我的爱人哟，你什么时候回来哟」。在小说、情书中，更是多见。主要是表示被爱慕的人、戀人或情人的意思，並没有被广泛地用于对正式配偶的称呼。直到1930年代末，中國一些知识分子开始用“爱人”这一称谓称呼配偶。

## 中國大陸
1980年代之后，「爱人」在中國大陸地區就像「同志」这样的有「革命色彩」的称呼一样使用得明显减少。但是部分中老年人仍然还习惯使用这个词汇。

## 其他语言
- 中文「情人」或戀人所對應之日文漢字為「／」而不是「／」。在日文中，「情人」是情婦或情夫的意思。在日语中，「愛人」近年專指不倫戀人，且帶有「婚姻關係以外」和「有肉體關係」的暗示，所以「情婦」是最貼切的翻譯。鄧麗君在1985年演唱的日文歌曲《愛人》最初四句歌詞（因為我喜歡你，所以這樣就好了。就算我們沒辦法一起走在街上，只要你能總是回到這個房間，我願意當一個等待的女人。）似乎就是暗指一個不能公開的情婦(日语：爱人/妾)，而非光明正大的情人(日语：恋人)。
- 中文「爱人」翻译成英文时，通常是譯為（情人），但若是來自中華人民共和國特殊背景的文章，应该譯為（配偶），因為「配偶」是一個較為正式的稱呼，多見於學術論文或法律文件，較少用於日常生活對話。亦可以翻成（另一半），因為「另一半」一般是指配偶，卻比「配偶」一詞口語化，現指伴侶。
- 由于这种不同地區的歧義可能相当常见，且在中國大陸「情人」（lover）一詞的意思包括了婚外情人。

## 參看
- 伴侶（男朋友 / 女朋友）
- 配偶（丈夫 / 妻子）
- 第三者
- 愛情
- 婚姻